# Hydrellia chrisina
Hydrellia chrisina är en tvåvingeart som beskrevs av Robineau-desvoidy 1830. Hydrellia chrisina ingår i släktet Hydrellia och familjen vattenflugor.
Artens utbredningsområde är Frankrike. Inga underarter finns listade i Catalogue of Life.